# Suwałki
Suwałki (udtale [suˈvau̯kʲi]  ( hør) litauisk: Suvalkai)  er en by  i den nordlige del af voivodskabet Podlaskie i det nordøstlige Polen.  Byen  har 68.752(2022) indbyggere og et areal på 	65,24  km².  Den  er en del af powiatet (amt) Suwałki. Suwałki ligger omkring 30 km fra den sydvestlige Litauen grænse og giver sit navn til det polske beskyttede område kendt som Suwałki Landskabspark. Floden Czarna Hańcza løber gennem byen.

## Historie
Området  omkring Suwałki havde været befolket af lokale Sudoviske og preussiske stammer siden den tidlige middelalder. Men med ankomsten af den Den Tyske Orden til Sudovien blev deres lande erobret og forblev stort set affolket i de følgende århundreder.
Landsbyen blev grundlagt af Kamaldulensermunke, som i 1667 fik tildelt området omkring den fremtidige by af storhertugen af Litauen og kongen af Polen Johan 2. Kasimir Vasa. Kort efter byggede klosterordenen sit hovedkvarter i Wigry, hvor et kloster og en kirke blev bygget.
De nye ejere af området startede hurtig økonomisk udnyttelse og udvikling af skovene. Desuden blev der påbegyndt produktion af træ, tømmer, tjære og jernmalm. Landsbyen nævnes første gang i 1688.